# Lidl–Trek
Lidl–Trek (код UCI: LTK) — професійна американська команда з шосейних велоперегонів категорії UCI WorldTeam. У минулому — люксембурзька команда RadioShack–Nissan, чию ліцензію у 2014 році викупив виробник велосипедів Trek. До менеджерського складу команди входить колишній видатний український гонщик Ярослав Попович, який раніше виступав в складі цієї команди.

## Історія

### 2011 рік
Команду було засновано у 2011 році під назвою Leopard Trek Браяном Найгаардом і Кімом Андерсеном менеджерами проєкту. До кінця сезону 2010 року брати Френк та Енді Шлек мали контракт із данською командою Saxo Bank, якою керував Б'ярне Рійс, після чого приєдналися до новогоствореного проєкту. Ще кілька гонщиків з команди Tinkoff пішли слідом за братами Шлеками до нової команди, включаючи ветеранів Йенса Фойгта, Фабіана Канчеллара та Стюарта О'Грейді. Згодом до проєкту приєдналися Даніелє Беннаті, Давіде Вігано та Йоста Постума.
Команда активізувалася на початку велосезону 2011 року. 13 грудня 2010 року Якоб Фульсанг оголосив, що команда, отримає назву Team Leopard завдяки спонсорству з боку однойменної компанії Найгаарда. Пізніше, незадовго до офіційної презентації команди, постачальник велосипедів Trek підтвердив, що вони будуть співспонсором проєкту. Таким чином команда стала називатися «Leopard Trek».
Гонщик команди Воутер Вейландт загинув в результаті аварії на швидкісному спуску під час Джиро д'Італія 2011 року. Решта гонщиків Leopard Trek покинули змагання після завершення етапу наступного дня.

### 2012 рік
Перед сезоном 2012 команду було перейменовано в RadioShack–Nissan–Trek. Причиною тому стало припинення існування американської Team RadioShack, після чого її колишні спонсори приєдналися до люксембурзького проєкту. Йохан Брюнель разом із кількома гонщиками з Team RadioShack перейшли до нової команди. Склад на 2012 рік було офіційно затверджено 5 грудня 2011 року. Офіційною назвою команди в реєстрі UCI стала «RadioShack Nissan».
У той час як RadioShack–Nissan–Trek змагалися в елітній категорії світового туру, у грудні 2011 року компанія Leopard заснувала команду континентальної категорії Leopard-Trek, яка складалася в основному з гонщиків до 23 років.
17 липня 2012 року команда зняла Франка Шлека з Тур де Франс 2012 під час другого дня відпочинку після того, як в його пробі А було виявлено сліди ксіпаміду. Команда RadioShack–Nissan виграла командний залік Тур де Франс 2012.
Йохан Брюнель пішов у відставку з посади генерального директора проєкту 12 жовтня після публікації Антидопінговим агентством США свого «вмотивованого рішення» щодо допінгової справи Ленса Армстронга.
21 грудня 2012 року компанія Nissan оголосила, що припиняє спонсорувати команду.

### 2013 рік
Під час Тур де Франс 2013 року команда RadioShack-Leopard оголосила, що не буде продовжувати контракт з Франком Шлеком, залишивши його без команди. Це також призвело до конфлікту між його братом Енді Шлеком і керівництвом команди, поставивши його майбутнє в команді під сумнів.
У вересні 2013 року Кріс Горнер переміг Вінченцо Нібалі та виграв Вуельту Іспанії 2013 року, ставши найстарішим переможцем Гранд туру в історії, вигравши два етапи на своєму шляху до перемоги в генеральній кваліфікації.

### 2014 рік
3 липня команда оголосила, що Samsung стане новим другорядним спонсором команди.

### 2015 рік
16 грудня 2015 року команда оголосила, що з 1 січня 2016 року італійський бренд кави Segafredo уклав трирічне партнерське спонсорство, а команда змінила назву на Trek–Segafredo.

### 2016 рік
У квітні команда оголосила, що американська компанія-виробник програмного забезпечення CA Technologies стане спонсором команди до кінця сезону 2017 року. У березні 2017 року угоду було продовжено до 2019 року
На сезон 2017 року команда оголосила про підписання контрактів з Альберто Контадором, Джоном Дегенколбом (до 2019 року), Коен де Кортом (до 2018 року), Ярлінсоном Пантано та Іваном Бассо.

### 2023 рік
У 2023 році було оголошено, що чоловіча та жіноча команди змінять назву на Lidl–Trek завдяки підписання спонсорському контракту з мережею супермаркетів Lidl. Ребрендинг набув чинності 30 червня, перед початком Тур де Франс 2023, Giro d'Italia Donne та Tour de France Femmes.

## Допінгові скандали
27 червня 2017 року UCI оголосив, що Андре Кардозу здав позитивний аналіз на еритропоетин під час позазмагального контролю 18 червня, і його тимчасово відсторонили. Він мав бути доместіком Альберто Контадора в заявці на Тур де Франс 2017. В результаті Аймар Субельдія зайняв вакантне місце в списку.
У квітні 2019 року Cycling Anti-Doping Foundation підтвердив, що Джарлінсон Пантано здав позитивний аналіз на EPO під час допінг-проби, проведеної 26 лютого. Пантано було негайно відсторонено від змагань.

## Склад
Станом на 30 січня 2024
| Громадянство    | Прізвище               | Дата народження |
| Італія          | Андреа Баджолі         | 23.03.1999      |
| Італія          | Філіппо Барончіні      | 26.08.2000      |
| Франція         | Жюльєн Бєрнар          | 17.03.1992      |
| Італія          | Сімоне Консонні        | 12.09.1994      |
| Італія          | Даріо Катальдо         | 17.03.1985      |
| Італія          | Джуліо Чікконе         | 20.12.1994      |
| Бельгія         | Тім ДеКлерк            | 21.07.1991      |
| Італія          | Фавіо Фелліне          | 29.03.1990      |
| Велика Британія | Тео Ґейґан Харт        | 30.03.1995      |
| Еритрея         | Амануель Гебрезгабіхір | 17.08.1994      |
| ПАР             | Райан Гіббонс          | 13.08.1994      |
| Нідерланди      | Дан Хооле              | 22.02.1999      |
| Люксембург      | Алекс Кірш             | 12.06.1992      |
| Іспанія         | Хуан Педро Лопес       | 31.07.1997      |
| Італія          | Джонатан Мілан         | 01.10.2000      |
| Нідерланди      | Бауке Моллема          | 26.11.1986      |
| Італія          | Якопо Моска            | 29.08.1993      |
| Бельгія         | Тібо Ніс               | 12.11.2002      |
| Нідерланди      | Сам Омен               | 15.08.1995      |
| Данія           | Мадс Педерсен          | 18.12.1995      |
| США             | Квінн Сайммонс         | 08.05.2001      |
| Данія           | Маттіас Скєльмосе      | 26.09.2000      |
| Латвія          | Томс Скуйіньш          | 15.06.1991      |
| Бельгія         | Яспер Стьойвен         | 15.05.1992      |
| Еритрея         | Натнаель Тесфатсіон    | 23.05.1999      |
| Бельгія         | Едвард Тьонс           | 30.05.1991      |
| Чехія           | Матіас Вацек           | 12.06.2002      |
| Бельгія         | Отто Вергєрде          | 15.06.1994      |
| Іспанія         | Карлос Верона          | 04.11.1992      |

## Чемпіони світу та національних першостей
2011
 Люксембург, Френк Шлек
 Швейцарія, Фаб’ян Канчеллара
 Німеччина, Роберт Вагнер
2012
 Люксембург, Лоран Дідьє
2013
 Нова Зеландія, Гейден Ролстон
 Люксембург, Боб Юнґельс
 Бельгія, Стейн Деволдер
 Хорватія, Роберт Кішерловскі
2014
 Нова Зеландія, Гейден Ролстон
 Австрія, Ріккардо Цойдль
 Люксембург, Френк Шлек
2015
 США, Метью Буш 
 Люксембург, Боб Юнґельс
2016
 Австралія, Джек Бобрідж
 Італія, Джакомо Ніццоло
2017
 Португалія, Рубен Геррейру
 Данія, Мадс Педерсен
2019
 Латвія, Томс Скуйіньш
 Чемпіон світу, Мадс Педерсен
2021
 Латвія, Томс Скуйіньш
 Ірландія, Райан Маллен
2022
 Латвія, Емілс Лієпіньш
2023
 Латвія, Емілс Лієпіньш
 Чехія, Матіас Вацек
 Данія, Маттіас Скєльмосе
 Люксембург, Алекс Кірш
 США, Квінн Сайммонс